# 戈塔
戈塔（Gota），是印度古吉拉特邦Ahmadabad县的一个城镇。总人口13837（2001年）。

## 人口
该地2001年总人口13837人，其中男性7426人，女性6411人；0—6岁人口1872人，其中男1037人，女835人；识字率71.94%，其中男性为78.70%，女性为64.11%。